# パスカル・ラヴァンシー
パスカル・ラヴァンシー（Pascal Lavanchy、1968年7月20日 - ）は、フランスディジョン出身の男性フィギュアスケートアイスダンス選手。1992年アルベールビルオリンピック、1994年リレハンメルオリンピック、1998年長野オリンピックアイスダンスフランス代表。パートナーはソフィー・モニオット。

## 経歴
- フランスのディジョンに生まれた。ジュニア時代の初期にはイザベル・マルセランとカップルを組んでいたが、1985年にソフィー・モニオットとカップルを結成。1986-1987年シーズンの世界ジュニア選手権で5位となった。
- 1991-1992年シーズン、地元フランスで開催されたアルベールビルオリンピックでは9位。
- 1993-1994年シーズン、2度目のトリンピックとなるリレハンメルオリンピックでは5位となったが、続く世界選手権では初のメダル獲得となる2位。1994-1995年シーズンの欧州選手権でも2位、世界選手権では3位となり強豪チームとして躍進が期待されたが、パートナーであるモニオットのケガのために1995-1996年シーズンは休養した。休養明けの1996-1997年シーズン、欧州選手権では3位となったが世界選手権では4位となりメダルを逃した。
- 1997-1998年シーズン、欧州選手権では7位、長野オリンピックでは11位となり、同年引退。

## 主な戦績
| 大会/年      | 1988-89 | 1989-90 | 1990-91 | 1991-92 | 1992-93 | 1993-94 | 1994-95 | 1995-96 | 1996-97 | 1997-98 |
| ------------ | ------- | ------- | ------- | ------- | ------- | ------- | ------- | ------- | ------- | ------- |
| オリンピック |         |         |         | 9       |         | 5       |         |         |         | 11      |
| 世界選手権   |         |         |         | 6       | 5       | 2       | 3       |         | 4       |         |
| 欧州選手権   | 11      |         | 9       | 8       | 6       | 5       | 2       |         | 3       | 7       |
| NHK杯        |         |         |         | 6       | 3       |         | 1       |         | 1       |         |